# Sandra Lou
 (août 2018).
Si vous disposez d'ouvrages ou d'articles de référence ou si vous connaissez des sites web de qualité traitant du thème abordé ici, merci de compléter l'article en donnant les références utiles à sa vérifiabilité et en les liant à la section « Notes et références ».
Pour les articles homonymes, voir Lou.
Sandra Bretonès, dite Sandra Lou, est une actrice, animatrice de télévision, de radio et chanteuse française, née le 24 décembre 1980, à Calais.

## Biographie

### Jeunesse et formation
Sandra Lou est fille de parents séparés et a une petite sœur. Passionnée de musique, elle étudie durant quelques années le piano, avant de créer un groupe avec des amies : Eternel Destiny, au sein duquel elle est chanteuse. Elles se produisent dans des bars régionaux. Elle obtient un bac L puis abandonne la chanson et très vite ses études. Elle commence alors une carrière de mannequin et se fait remarquer par Michel Leparmentier qui lui propose de se présenter aux concours de beauté qu'il organise. Elle est élue "Miss World France 1999", après avoir été Miss Nord-Pas-de-Calais. Elle représentera alors la France au concours de Miss Monde en décembre 1999, dans lequel elle se classe 12e sur 94. En 2000, elle obtient la deuxième place du concours "World Miss University" à Séoul en Corée du Sud.

### Comédienne et chanteuse
En 2001, elle joue dans la série Le Groupe sur France 2, interprétant le rôle de Sandra Girard, une jeune étudiante en lettres timide et romantique. La sitcom est arrêtée six mois plus tard, et Sandra Lou devient serveuse dans un bar branché à Paris.
Elle apparaît de nouveau dans un film (Il était une fois Jean-Sébastien Bach) puis sort son premier single sous le pseudonyme de Sandra Lou, Le Banana Split, une reprise de Lio qui se classe à la 36e place du Top 50.
À la rentrée 2008, elle fait une apparition dans la série Sous le soleil où elle joue le rôle de Camille, une chanteuse.
En 2009, elle rédige la préface du tome 2 de la saga La Porte de Anthony Luc Douzet.
En 2012, elle tient le rôle d'Anna dans la websérie Les Opérateurs diffusée sur Youtube.
En 2015, elle double le personnage d'Inès dans la série Les Chroniques de Zorro. Toujours en 2015, elle fait une apparition dans la série humoristique Scènes de ménages sur M6.

### Candidate de téléréalité, animatrice et chroniqueuse

#### Groupe M6 (années 2000)
En 2003, elle est ensuite contactée par M6 pour participer au Bachelor, le gentleman célibataire où elle est éliminée en demi-finale, mais elle n'en reste pas moins une candidate emblématique de cette première édition de l'émission.
De 2003 à 2008, elle devient présentatrice de la météo sur cette chaîne. Parallèlement, elle devient chroniqueuse dans l'émission matinale C'est pas trop tôt ! présentée par Max et diffusée en simultané sur M6 et Fun TV.
En 2004, elle présente également l'émission Classé confidentiel toujours sur M6, puis l'émission Pour le meilleur et pour le fun sur Fun TV cette fois-ci. Elle co-anime aussi l'émission Le Grand Classement : Spécial Disco avec Laurent Boyer ainsi que Sex in the Pub et L'homme contre la bête avec Sébastien Folin sur TF6.
Entre 2005 et 2006, elle co-présente l'émission Star Six Music avec Alexandre Delpérier toujours sur la chaîne M6. Puis par la suite, elle co-anime avec Jérôme Anthony l'émission Génération Hit et les émissions Le plus drôle de M6, Stars en Délire et Le plus grand bêtisier de M6. De 2005 à 2007, elle présente l'émission people Fan de stars sur M6 ainsi que le programme 100 % Séries sur Série Club. En 2007, elle présente l'émission Famously French sur TF6. Elle anime également l'émission A mourir de rire sur M6 et Génération lipdub sur W9.
Elle est également chroniqueuse dans l'émission culturelle Ca balance à Paris ! sur Paris Première et ce jusqu'en 2008, année où elle quitte le groupe M6.

#### Groupe TF1 et Arte (années 2010)
Entre 2008 et 2009, elle présente l'émission Miou, miou sur la chaîne culturelle franco-allemande Arte.
À partir de 2008, elle arrive sur le groupe TF1 pour y animer plusieurs émissions sur plusieurs chaînes. Tout d'abord, de 2008 à 2012, elle présente sur TMC l'émission Hell's Kitchen. Elle co-anime avec Denis Maréchal le magazine Incroyable mais vrai : Le Mag ! sur TMC jusqu'en 2013.
De 2011 à 2015, elle présente les émissions Les Bêtisiers de TMC avec plusieurs thèmes comme celui d'halloween ou de noël entre autres. Elle co-anime également l'émission Les 30 histoires avec Pascal Bataille toujours sur cette chaîne. Lors des 4 premières saisons de Danse avec les stars, elle devient chroniqueuse dans l'after de l'émission, Danse avec les stars, la suite, présentée par Sandrine Quétier et Vincent Cerutti.
En 2013, sur NT1, elle présente l'émission Les Enquêtes de Sandra Lou et La télé pète les plombs.
Lors du festival de Cannes 2014, elle présente l'émission Sandra Lou à Cannes sur TMC.

#### Groupe SFR, E! France 3 Gulli et C8 (depuis 2015)
En 2015, elle présente une émission en direct du Festival du film d'Angoulême sur France 3. Elle anime également l'émission Passeport pour le monde sur cette même chaîne.
En 2016, elle quitte la chaîne France 3 pour rejoindre la chaîne E! et y présente l'émission Les Peoples en coulisse et l'émission Celibrity Style Story.
Depuis 2017, elle rejoint le groupe de chaîne sportive SFR où elle présente plusieurs émissions dont Focus, Ca part en vrille et Strip Fise sur SFR Sport.

### Animatrice et chroniqueuse à la radio
Entre 2010 et 2014, elle présente avec Élodie Gossuin l'émission Le Hit RFM et La Matinale RFM sur la radio RFM.
Elle fait également quelques apparitions dans l'émission de Laurent Ruquier On va s'gêner en tant que chroniqueuse sur Europe 1.
En 2015, elle est chroniqueuse dans l'émission On refait la télé sur RTL.

## Vie privée
Elle se marie en 2007 avec Mickael. Le 6 mai 2009, Sandra Lou a accouché d'une fille prénommée Lilli.

## Émissions de télévision

### Animatrice et chroniqueuse à la télévision
- - 2003 - 2005 : C'est pas trop tôt ! (M6)
  - 2004 - 2005 : Classé Confidentiel (M6) - avec Jérôme Anthony
  - 2004 : Le Grand Classement : Spécial Disco (M6) - avec Laurent Boyer
  - 2004 : Sex in the Pub (M6)
  - 2004 : L'homme contre la bête (TF6) - avec Sébastien Folin
  - 2003 - 2006 : Météo (M6)
  - 2005 - 2006 : Star Six Music (M6)
  - 2005 - 2007 : Génération Hit (M6) - avec Jérôme Anthony
  - 2005 - 2007 : 100 % séries (Série Club)
  - 2005 - 2007 : Fan de (M6)
  - 2005 : Stars en Délire (M6)
  - 2005 : Le plus drôle de M6 (M6)
  - 2007 : Famously French (Travel Channel) - avec Philippe Labro
  - 2007 : Drôle de Gags (NT1, AB3, RTL9)
  - 2007 - 2008 : La télé pête les plombs (NT1)
  - 2008 : Le Grand Sketch (NT1)
  - 2008 - 2018 : Ciné Family (RTL9)
  - 2008 - 2012 : Hell’s Kitchen : les cuisines de l’enfer (TMC) (saisons 1 à 5)
  - 2008 : Homme-animal : Qui sera le plus fort ? (TMC) - avec Denis Maréchal
  - 2008 - 2012 : Incroyable mais vrai, le mag ! (TMC) - avec Denis Maréchal
  - 2009 : Soirée Spéciale : Les Loups (Animaux)
  - 2010 : Les Romanov, l'ultime mystère (Toute l'Histoire)
  - 2010 : Sandra Lou à Moscou (Escales)
  - 2010 : Sandra Lou chez les Tatars (Escales)
  - 2010 : Sandra Lou au fin fond de l'Oural (Escales)
  - 2010 : Sandra Lou chez les Russes (Escales)
  - 2010 : Passeport (Escales)
  - 2010 : Passeport - spéciale week-end Shopping (Escales)
  - 2010 : Passeport - spéciale Independence Day (Escales)
  - 2010 : Passeport - Motards sans frontières (Escales)
  - 2010 : Les héros, du mythe au cinéma (Toute l'Histoire)
  - 2010-2013 : Le Bêtisier de TMC (TMC)
    - 2010 - 2012 : Le Bêtisier d'Halloween (TMC)
    - 2010 - 2012 : Le Bêtisier de Noël (TMC)
    - 2010 : Le Bêtisier merveilleux (TMC)
    - 2011 - 2013 : Le Bêtisier de Pâques (TMC)
    - 2011 - 2013 : Le Bêtisier à la Plage (TMC)
    - 2011 : Le Bêtisier des Fêtes (TMC)
    - 2012 - 2013 : Le Bêtisier fait du ski (TMC)
    - 2012 : Le Bêtisier de la rentrée (TMC)

  - 2011 - 2013 : Splash News, l’actu des stars (MCS Bien-être)
  - 2012 : Danse avec les stars, la suite (saison 3) (TF1)
  - 2014 : Festival du film francophone d'Angoulême (France 3)
  - 2014 : Le Bêtisier de MCS (MCS Bien-être)
  - 2015 - 2016 : C'est comme si c'était fait ! (MCS Maison)
  - 2017 : Mister France 2017 (Polynésie 1re)
  - 2017 : Strip Fise (SFR sport)
  - 2017 : Ça part en vrille (SFR sport)
  - 2017-2018 : Focus (SFR sport)

## Discographie
- 2003 : Le Banana split (single)

## Filmographie
- 2001 : Le Groupe : Sandra Girard
- 2002 : Même âge, même adresse : Eglantine[12]
- 2003 : Ça va déchirer ce soir : Elle-même
- 2007 : Off Prime : Elle-même
- 2008 : Sous le Soleil : Camille
- 2011 : Date my Car Épisode 3 avec Prince-Anthony, Nicolas, Steeve (TV)
- 2012 : Les Opérateurs : Anna
- 2013 :    La passion du flétan : Ariel
- 2015 : Les Chroniques de Zorro : Inès  (voix)
- 2015 : Scènes de ménages : Pink Lady
- Depuis 2022 : Les Mystères de l'amour : Sandra Wolf

## Vidéographie
- - 2012 : Le Speed Dating (Golden Show #7)[13]